# لادوره
لادوره (به اسپانیایی: Lladorre) یک منطقهٔ مسکونی در اسپانیا است که در پالارس سوبیرا واقع شده‌است. لادوره ۱۴۷٫۰ کیلومتر مربع مساحت دارد.